# Michelle Pearson (Schwimmerin)
Michelle Robyn Pearson oder Michele Robyn Pearson (* 22. April 1962) ist eine ehemalige australische Schwimmerin. Sie gewann bei Olympischen Spielen eine Bronzemedaille und bei Commonwealth Games je eine Gold-, Silber und Bronzemedaille.

## Sportliche Karriere
Michelle Pearson schwamm bei den Commonwealth Games 1978 in Edmonton auf den siebten Platz über 200 Meter Lagen und auf den fünften Platz über 400 Meter Lagen. Bei den Olympischen Spielen 1980 in Moskau war Michelle Pearson im Vorlauf über 100 Meter Freistil zwar die schnellste Australierin, schied aber als insgesamt 13. der Vorläufe aus. Die australische 4-mal-100-Meter-Freistilstaffel mit Lisa Curry, Karen Van de Graaf, Rosemary Brown und Michelle Pearson belegte den fünften Platz.
1982 bei den Commonwealth Games in Brisbane gewann über 200 Meter Lagen Lisa Curry vor der Kanadierin Cheryl Gibson und Michelle Pearson. Über 400 Meter Lagen siegte Curry vor Pearson und Michelle MacPherson aus Kanada. Zwei Jahre später trat Pearson bei den Olympischen Spielen in Los Angeles in vier Wettbewerben an. Über 100 Meter Freistil erreichten zwei Australierinnen das Finale. Michelle Pearson schwamm auf den fünften Platz hinter zwei Schwimmerinnen aus den Vereinigten Staaten und zwei Niederländerinnen, Angela Russell wurde Achte. Über 200 Meter Freistil siegten ebenfalls zwei Schwimmerinnen aus den USA. 0,1 Sekunden hinter der drittplatzierten Niederländerin Annemarie Verstappen schwamm Pearson auf den vierten Platz. Die zweite Australierin Anna McVann wurde Achte. Die australische 4-mal-100-Meter-Freistilstaffel mit Lisa Curry, Angela Russell, Janet Tibbits und Michelle Pearson erreichte den Endlauf mit der viertschnellsten Zeit. Im Finale schwammen Pearson, Russell, McVann und Curry und belegten mit zwei Sekunden Rückstand auf die drittplatzierten Deutschen den vierten Rang. Schließlich trat Pearson über 200 Meter Lagen an. Hinter Tracy Caulkins und Nancy Hogshead aus den Vereinigten Staaten gewann Pearson die Bronzemedaille vor Lisa Curry.
Im August 1985 fanden in Tokio die ersten Pan Pacific Swimming Championships statt. Pearson wurde Vierte über 100 Meter Freistil, Dritte über 200 Meter Freistil und gewann sowohl mit der 4-mal-100-Meter-Freistilstaffel als auch mit der 4-mal-200-Meter-Freistilstaffel die Silbermedaille. Über 200 Meter Lagen siegte sie vor Michelle Griglione und Erika Hansen aus den Vereinigten Staaten. Direkt anschließend trat Pearson auch bei der Universiade in Kōbe an. Sie gewann Silber über 200 Meter Lagen und über 400 Meter Lagen. Mit der 4-mal-200-Meter-Freistilstaffel und über 200 Meter Freistil erschwamm sie die Bronzemedaille. 1986 bei den Commonwealth Games in Edinburgh belegte Pearson über 200 Meter Freistil sowie in den beiden Lagenwettbewerben jeweils den sechsten Platz. Die australische 4-mal-200-Meter-Freistilstaffel mit Jennifer Burke, Michelle Pearson, Sarah Thorpe und Susan Baumer gewann die Goldmedaille.